# Caio Céstio Galo (cônsul em 35)
Caio Céstio Galo (em latim: Gaius Cestius Gallus) foi um senador romano eleito cônsul em 35 com Marco Servílio Noniano.

## Carreira e família
Galo já era senador em 21, quando discursou num debate no Senado Romano e mencionou sua vitória no processo contra Ânia Rufila julgado por Druso César. Em 32, acusou o pretor Quinto Serveu e o equestre Minúcio Termo de serem cúmplices do recém-executado prefeito pretoriano Lúcio Élio Sejano. Segundo Tácito, ele utilizou uma peça acusatória preparada pelo próprio imperador Tibério. É possível que seu consulado tenha sido uma recompensa por isto.
Seu filho, Caio Céstio Galo, foi cônsul sufecto em 42 e governador da Síria entre 63 e 67.